# Сельджукіди
Сельджукіди — тюркська династія яка правила в низці держав Близького Сходу та Центральної Азії в Х—XIV ст. Наймогутнішими з них були Сельджуцька імперія та Румський султанат, які за часів розквіту простягались від Егейського до Аральського моря.

## Походження
Сельджуки походять від огузького племені киник, яке в ІХ столітті мешкало на периферії мусульманського світу, на північ від Каспійського та Аральського морів в Огузькій державі та в степах казахського Туркестану. Протягом Х століття огузи почали тісно контактувати з мусульманськими містами Передньої Азії.
Сельджук, лідер Сельджуків, розійшовся з Ябгу, верховним ханом огузів, покинув кочовища токуз-огузів і розбив табір на західному березі нижньої Сирдар'ї. Близько 985 року Сельджук прийняв іслам. У XI столітті сельджуки мігрували зі своєї батьківщини у центральну Персію, в провінцію Хорасан, де вони зіткнулися з імперією Газнавідів. в 1035 році сельджуки розгромили Газнавідів у битві на рівнинах Наса. Лідери сельджуків Тогрул, Чагрі та Ябгу отримали звання губернатора, земельні наділи та титул дехкана. У битві при Данданакані сельджуки остаточно розгромили армію Газнавідів і після успішної облоги Ісфахана Тогрулом у 1050/51 рр. створили імперію, яку пізніше назвали Великою імперією Сельджуків. Сельджуки змішалися з місцевим населенням і перейняли в наступні десятиліття перську культуру та мову.

## Правителі з династії Сельджуків

### Велика Сельджуцька імперія
- Тогрул-бек 1037—1063
- Сулейман 1063
- Алп-Арслан 1063—1072
- Малік-Шах 1072—1092
- Махмуд ібн Малік-Шах 1092—1094
- Беркіярук ібн Малік-Шах 1094—1105
- Малік-Шах ІІ 1105
- Мухаммед І 1105—1118
- Ахмад Санджар 1118—1153